# Been Around the World
Been Around the World è un singolo del rapper statunitense Puff Daddy, pubblicato il 2 dicembre 1997 come quarto estratto dal primo album in studio No Way Out.
Il singolo ha visto la partecipazione di The Notorious B.I.G. e Mase. 
Esso contiene sample tratti dai brani Let's Dance di David Bowie e All Around the World di Lisa Stansfield.

## Tracce
1. Been Around The World (Radio Edit) (feat. The Notorious B.I.G. & Mase)
2. It's All About The Benjamins (Rock Remix I) (feat. The Notorious B.I.G., Lil' Kim, The Lox, Dave Grohl, Perfect, FuzzBubble, & Rob Zombie)
3. It's All About The Benjamins (Rock Remix II) (feat. The Notorious B.I.G., Lil' Kim, The Lox, Dave Grohl, Perfect, FuzzBubble, Rob Zombie, & Size 14)
4. It's All About The Benjamins (Album Version) (feat. The Notorious B.I.G., Lil' Kim, & The Lox)

## Video musicale
Il videoclip, diretto da Paul Hunter, ha visto le partecipazioni di Vivica A. Fox, Quincy Jones, Wyclef Jean e Jennifer Lopez.